# Thierry Peugeot

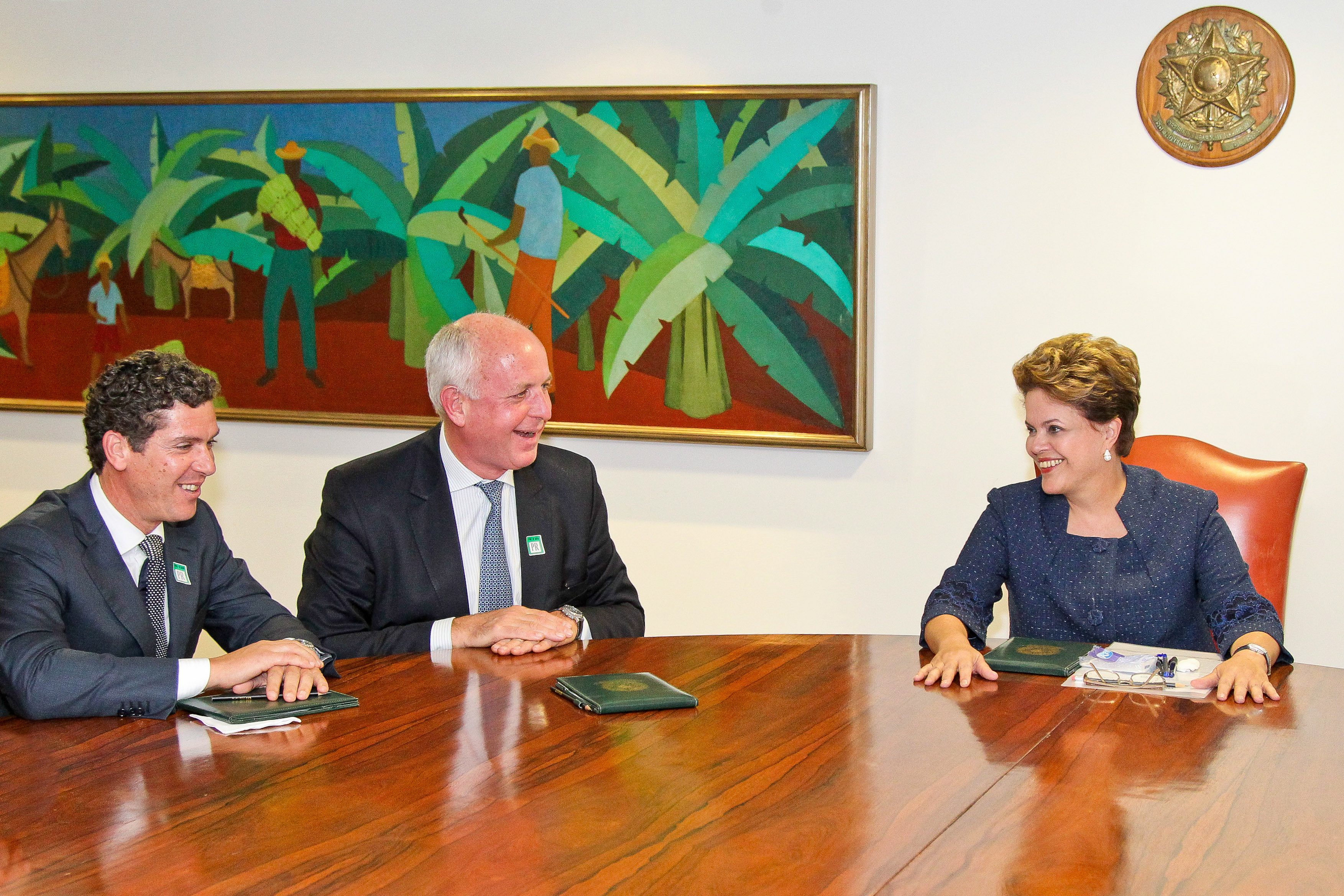
Thierry Peugeot (in der Mitte) im Gespräch mit Dilma Rousseff, Präsidentin von Brasilien, 26. Oktober 2011.

Thierry Peugeot (* 1956 in Frankreich) ist ein französischer Manager.

## Leben
Sein Vater war der französische Manager Pierre Peugeot (1932–2002). Peugeot studierte an der École supérieure des sciences économiques et commerciales in Paris. Er ist Aufsichtsratsvorsitzender des französischen Fahrzeugherstellers Peugeot. Peugeot ist verheiratet und hat vier Kinder.